# Трновица (Калиновик)
Трновица је насељено мјесто у општини Калиновик, Република Српска, БиХ. Према попису становништва из 1991. у насељу је живјело 21 становника. Према попису становништва из 2013. у насељу је живјело 2 становника.

## Географија
Трновица се налази у кањону ријеке Неретве.

## Становништво
| Демографија | Демографија | Демографија |
| Година      | Становника  | Становника  |
| ----------- | ----------- | ----------- |
| 1961.       | 80          |             |
| 1971.       | 52          |             |
| 1981.       | 27          |             |
| 1991.       | 20          |             |